# Rhynchosia procurrens
Rhynchosia procurrens là một loài thực vật có hoa trong họ Đậu. Loài này được (Hiern) K.Schum. miêu tả khoa học đầu tiên.